# Glaphyra shibatai
Glaphyra shibatai är en skalbaggsart. Glaphyra shibatai ingår i släktet Glaphyra och familjen långhorningar.

## Underarter
Arten delas in i följande underarter:
- G. s. shibatai
- G. s. okinawana